# زمین‌لرزه ۱۹۹۴ دورکران سانریکو
زمین‌لرزه دورکران سانریکو  در تاریخ ۲۸ دسامبر ۱۹۹۴ میلادی، برابر با ‎۷ دی ۱۳۷۳، ساعت ۱۲:۱۹:۲۳ به زمان یوتی‌سی در ژاپن رخ داد. ژرفای این زلزله ۱۶٫۲ کیلومتر بود، و بزرگی آن ۷٫۷ در مقیاس Mw اعلام شده‌است. زمین‌لرزه به وقت محلی در روز چهارشنبه، ساعت ۲۲ روی داده و منطقه زمانی آن یوتی‌سی +۱۰ بوده‌است .
سازمان زمین‌شناسی آمریکا نیز رومرکز این زمین‌لرزه را در مختصات ۴۰°۳۱′۳۰″شمالی ۱۴۳°۲۵′۰۸″شرقی / ۴۰٫۵۲۵°شمالی ۱۴۳٫۴۱۹°شرقی و ژرفای آنرا در ۲۶ کیلومتر گزارش کرده‌است. بزرگی برگزیدهٔ این سازمان از میان بزرگیهای محاسبه‌شدهٔ مختلف ۷٫۸ در مقیاس Mw بوده و از دید اثر، در میان چهار دسته‌بندی «نامحسوس»، «محسوس»، «زیان‌آور» یا «با تلفات»، زلزله را «با تلفات» اعلام کرده‌است.سونامی نیز در این زلزله گزارش شده‌است.
پروژهٔ «تنسور گشتاور مرکزوار» زاویه‌های (راستا، شیب، ریک) گسل سازندهٔ زمین‌لرزه و صفحه عمود بر آنرا (°۱۷۹، °۱۲، °۶۷) یا (°۲۲، °۷۹، °۹۵) و نوع گسل را «معکوس» فرارسانده‌است.
شمار کشتگان زلزله حدود ۳ نفر بوده‌است.تعداد زخمیان ۶۹۳ نفر برآورده شده‌است.